# Hellinsia namizimu
Hellinsia namizimu is een vlinder uit de familie van de vedermotten (Pterophoridae). De wetenschappelijke naam van de soort is voor het eerst geldig gepubliceerd in 2014 door Kovtunovich & Ustjuzhanin.

## Type
- holotype: "male. 13.10.2009. leg. J. Lenz. BMNH 22689"
- instituut: BMNH, Londen, Engeland
- typelocatie: "Zambia, Mutinondo, S 12°23' E 31°19', 1390 m"